# Cerkiew Świętej Trójcy w Kołomnie
Cerkiew Świętej Trójcy – prawosławna cerkiew położona w Kołomnie (Rosja, obwód moskiewski), w dzielnicy Szczurowo.

## Historia
Pierwsza, drewniana cerkiew pod wezwaniem Świętej Trójcy została wzniesiona na miejscu obecnej w 1775. Obecny gmach został wybudowany w latach 1892–1900 według projektu moskiewskiego architekta M. Geppenera, z inicjatywy właściciela położonej w sąsiedztwie fabryki cementu. W 1907 biskup zarajski i riazański Nikodem dokonał poświęcenia cerkwi.
Parafia w Kołomnie-Szczurowie działała do 1929, kiedy została zamknięta na polecenie władz stalinowskich. Cerkiew została zaadaptowana na piekarnię, magazyn i garaż. Dopiero w 1991 budynek zwrócono eparchii moskiewskiej Rosyjskiego Kościoła Prawosławnego i wyremontowano. Prace remontowe trwały etapami do 2007, równolegle przy parafii zorganizowany został ośrodek działalności dobroczynnej i biblioteka.

## Architektura
Cerkiew reprezentuje styl bizantyjski, nawiązujący do cerkwi bałkańskich. Jest w całości wzniesiona z czerwonej i białej cegły. Wejście do budynku prowadzi przez przedsionek, nad którym wznosi się trójkondygnacyjna dzwonnica z kopułą i złoconym krzyżem. Główne drzwi otacza portal z dwoma pilastrami. Dookoła nawy głównej zwieńczonej kopułą o identycznej formie rozmieszczone są podobne, każda z rzędem półkolistych okien poniżej dachu, oraz mniejsze ażurowe kopułki. Czerwona i biała cegła tworzą naprzemienne pasy, stanowiące główną zewnętrzną dekorację budynku.